# Бараново (Великоустюгский район)
Бараново — деревня в Великоустюгском районе Вологодской области.
Входит в состав Теплогорского сельского поселения, с точки зрения административно-территориального деления — в Теплогорский сельсовет.
Расстояние по автодороге до районного центра Великого Устюга — 77 км, до центра муниципального образования Теплогорья — 7 км. Ближайшие населённые пункты — Обрадово, Курденьга, Нацепино.
По переписи 2002 года население — 7 человек.